# Gyaritus siamensis
Gyaritus siamensis är en skalbaggsart som beskrevs av Stefan von Breuning 1950. Gyaritus siamensis ingår i släktet Gyaritus och familjen långhorningar. Inga underarter finns listade i Catalogue of Life.